# Arava

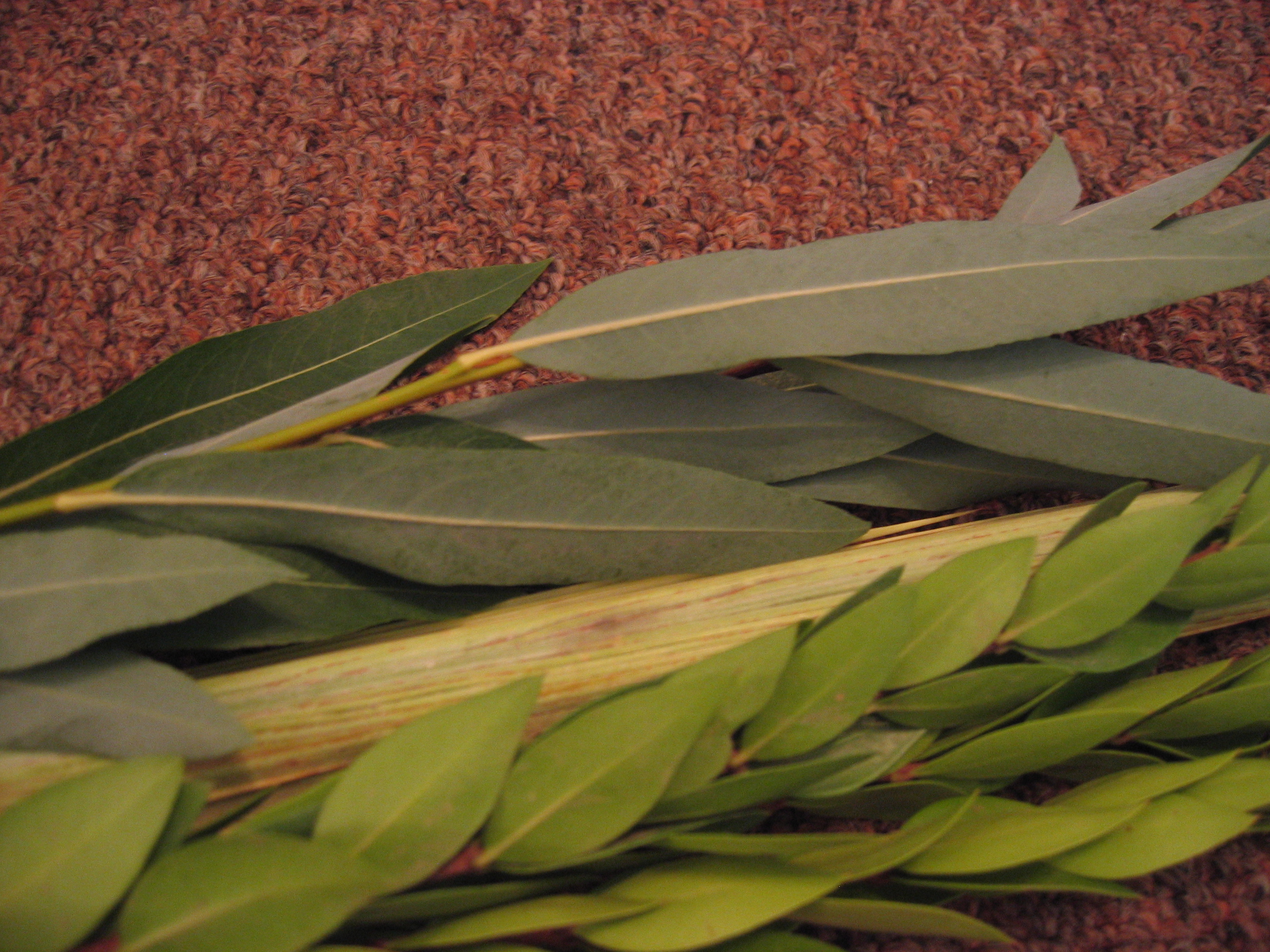
Aravot pro svátek sukot

Arava (hebrejsky ערבה‎, pl. aravot – ערבות‎) je vrbová větev z potoční vrby, která se používá při rituálech během svátku Sukot. Jedná se o jeden z tzv. čtyř druhů. V biblické hebrejštině se větévky vrby označují jako (arvej-nachal).
| „                 | Prvého dne si vezmete plody ušlechtilých stromů, palmové ratolesti, větve myrtových keřů a potočních topolů a sedm dní se budete radovat před Hospodinem, svým Bohem. | “ |
| — Leviticus 23:40 | |   |

Arava se také používá při rituálu během Hošana raba, poslední den svátku Sukot, kdy se s pěti větévkami bije o zem.
Vrba roste většinou podél řeky, ačkoliv v Izraeli roste divoce na dvorcích mnoha lidí. Větve jsou dlouhé a jsou lemovány dlouhými, rovnými listy. Jelikož tento strom potřebuje k růstu hodně vody, utržené větývky uschnou během dvou nebo tří dnů. Aby vydržely čerstvé co nejdéle, pro splnění micvy čtyř druhů, bývají uloženy v lednici zabalené ve vlhkém ručníku.
Každý ze sedmi dnů (mimo Šabatu), se svážou dvě vrbové větévky se sváží spolu se snítkou myrty (hadas) a palmovými větévkami (lulav) a poté se spolu s etrogem provede předepsané požehnání, kdy je tento svazek držen v pravé ruce a při Halelu se tímto svazkem mává k východu, jihu, západu a severu a potom nahoru a dolů, aby se symbolicky vyjádřilo vesmírné panství Boha.